# 一酸化銀
一酸化銀（いっさんかぎん、英: silver monoxide）は、酸化銀-亜鉛アルカリマンガン乾電池の製造段階で使われる無機化合物である。組成式は AgO と表されるが、銀の酸化数は+2ではない。反磁性であることとX線回折の実験結果を見ると組成式は AgIAgIIIO2 の方が適している。
過酸化銀とも呼ばれるが、過酸化物イオン (O22-) は持たない。